# Paglieta
Paglieta est une commune de la province de Chieti dans les Abruzzes en Italie.

## Administration
| Période                                  | Période | Identité             | Étiquette | Qualité |
| ---------------------------------------- | ------- | -------------------- | --------- | ------- |
| 1860                                     | 1865    | Berardino COLANTONIO |           |         |
| 1865                                     | 1883    | Giuseppe CORRADO     |           |         |
| 1956                                     | 1964    | Berardo DI MATTEO    |           |         |
| 1964                                     | 1970    | Giustino ANGELUCCI   |           |         |
| 1970                                     | 1984    | Enrico GRAZIANI      |           |         |
| 1984                                     | 1985    | Dante CERICOLA       |           |         |
| 1985                                     | 1990    | Santino CERICOLA     |           |         |
| Les données manquantes sont à compléter. |         |                      |           |         |

### Hameaux
Collemici, Molina, Piana del Mulino, Piano della Barca, Prato, Ranco, Sant'Egidio, Torre 

### Communes limitrophes
Atessa, Casalbordino, Fossacesia, Lanciano, Mozzagrogna, Santa Maria Imbaro, Torino di Sangro
http://www.paglieta.altervista.org/